# 1544 en musique classique
| \| • Retour à la chronologie générale de la musique classique • \| |
| Grèce • Rome • Haut Moyen Âge • VIIIe siècle • IXe siècle • Xe siècle • XIe siècle XIIe siècle • XIIIe siècle • XIVe siècle • XVe siècle • XVIe siècle • XVIIe siècle XVIIIe siècle • XIXe siècle • XXe siècle • XXIe siècle |
| • Retour à la chronologie générale de la musique classique • |

| Années en musique classique : 1541 - 1542 - 1543 - 1544 - 1545 - 1546 - 1547    |
| Décennies en musique classique : 1510 - 1520 - 1530 - 1540 - 1550 - 1560 - 1570 |

## Événements
- Giovanni Pierluigi da Palestrina est nommé organiste et chef de chœur à la cathédrale de Palestrina (fin en 1551).

## Œuvres
- Das erst Buch: Ein newes Lautenbüchlein (Le Premier Livre: un nouveau livre de luth), de Hans Neusidler, publié par Hans Günther à Nuremberg.

## Naissances
- 27 novembre : Ascanio Trombetti, compositeur italien († 1590).

Vers 1544 :
- Giovanni Battista Pinello di Ghirardi, compositeur et maître de chapelle italien († 15 juin 1587).

## Décès
- 12 avril : Balthasar Resinarius, compositeur allemand (° 1486 ou 1485 ou 1480)

Sans date:
- Simon Cellarius, cantor luthérien allemand (° avant 1500).